# Infocom

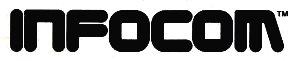
Logo de Infocom.

Infocom fue una empresa de software de Estados Unidos (establecida en Cambridge, Massachusetts). Produjo numerosos trabajos de ficción interactiva. También realizó una notable aplicación de negocios y una base de datos relacional llamada Cornerstone. Infocom fue fundada el 22 de junio de 1979 por personal del MIT y estudiantes conducidos por Dave Lebling, Marc Blank, Albert Vezza, y Joel Berez. Funcionó como compañía independiente hasta 1986, momento en que fue comprada por Activision. Activision finalmente cerró la división de Infocom en 1989, aunque lanzaron algunos títulos en los años 90 bajo la marca Zork de Infocom.

## Introducción
Infocom era bien conocida entre los jugadores por el parser que permitía al usuario mecanografiar instrucciones complejas al juego. A diferencia de trabajos anteriores de ficción interactiva, que solamente entendían comandos de la forma 'verbo-sustantivo', ej. "get apple" ("agarrar manzana"), el parser de Infocom podía entender comandos como "get all apples except the green apple from the barrel" ("agarra todas las manzanas excepto la manzana verde del barril"). Los juegos de Infocom fueron escritos usando un lenguaje de programación llamado Zork Implementation Language (o Zork Interactive Language (ZIL). Corría en una máquina virtual estandarizada, llamada Máquina-Z. Puesto que los juegos estaban basados en texto y usaban variantes del mismo interpretador de Máquina-Z, Infocom podía lanzar simultáneamente sus juegos en la mayor parte de computadores personales del momento: la familia del Apple II, Atari 800, compatibles del IBM PC, Amstrad CPC/PCW (un disco trabajaba en ambas máquinas), Commodore 64, Commodore 128, Kaypro CP/M, Texas Instruments TI-99/4A, Apple Macintosh, Atari ST y el Commodore Amiga. 
La compañía fue también conocida por despachar paquetes creativos ("props"/"empaques"), o "freelies" (contenido extra), e incluso "smellies" (literalmente del inglés: que se puede oler), con sus juegos.

## Historia

### El principio
Inspirados por Colossal Cave, Marc Blank y Dave Lebling crearon lo que se convertiría en el primer juego de Infocom, Zork, en 1977. Fue desarrollado en el Computer Science and Artificial Intelligence Laboratory del MIT. Partía de un revolucionario sistema de memoria virtual que permitía que los juegos fueran mucho más grandes que el promedio de la capacidad normal del computador personal. Por dicha razón, el juego tuvo que dividirse en tres partes más o menos iguales. 
Zork I fue lanzado originalmente para el TRS-80 en 1980 y vendió más de un millón de copias a través de varias plataformas. Aunque Microsoft lanzó una versión barata de Adventure con su versión inicial del MS-DOS 1.0 para los IBM PC, Zork I seguía siendo un vendedor popular para el PC, gracias a la superior calidad de su escrito y empaquetado[cita requerida].
Lebling y Blank fueron autores y escritores de otros juegos (o "implementadores"), incluyendo a Steve Meretzky. Otros títulos incluyeron el resto de la serie de Zork, The Hitchhiker's Guide to the Galaxy por Douglas Adams, y A Mind Forever Voyaging.
En sus primeros años de operación, las aventuras de texto demostraron ser una enorme corriente de ingresos para la compañía. Mientras que la mayoría de los juegos de computadora de esa época alcanzaban un éxito inicial y después sufrían una baja significativa en las ventas, los títulos de Infocom se vendiendo durante años. El empleado Tim Anderson dijo sobre esa situación: "Fue fenomenal contar con algo que sólo imprimía dinero".

### Invisiclues
Eran libretos comerciales con pistas para superar los videojuegos lanzados por la propia Infocom.

### Ficción interactiva
Infocom también lanzó un pequeño número de libros de bolsillo de ficción interactiva (los libros de juegos), que estaban basados en los juegos y ofrecieron la capacidad de elegir una trayectoria diferente en la historia. Cada cierto número de páginas, el libro daba la oportunidad de hacer una elección, tal como la dirección en que deseabas ir o responder a otro personaje. Entonces elegirías una de las respuestas dadas y te irías a la página apropiada. Sin embargo, estos libros nunca se vendieron particularmente bien. Rápidamente desaparecieron de los estantes.

### Epílogo
Los precios crecientes y decrecientes beneficios debido a estos cambios y a otras actividades empresariales, causaron que Activision finalmente cerrará la división de Infocom en 1989. Por algunos años, Activision continuó comercializando los juegos clásicos de Infocom en colecciones (usualmente por género, como la colección de Ciencia Ficción). En 1991 publicaron The Lost Treasures of Infocom, seguido en 1992 por The Lost Treasures of Infocom II. Estas dos compilaciones ofrecieron casi todos los juegos producidos por Infocom antes de 1988. Leather Goddesses of Phobos no fue incluido en ninguno de los paquetes, pero podía ser conseguido por medio de un cupón incluido en Lost Treasures II. En 1996, fueron seguidos por Classic Text Adventure Masterpieces of Infocom, un CD-ROM que contenía los trabajos de ambas colecciones. Sin embargo, en este lanzamiento faltaba The Hitchiker's Guide to the Galaxy y Shogun, debido a que las licencias de Douglas Adams y de James Clavell habían expirado.

## Títulos y autores

### Ficción interactiva
- La serie Zork:
  - La trilogía Zork original (Marc Blank & Dave Lebling):
    - Zork I: The Great Underground Empire (1980)
    - Zork II: The Wizard of Frobozz (1981)
    - Zork III: The Dungeon Master (1982)

  - La trilogía Enchanter:
    - Enchanter (1983, Marc Blank)
    - Sorcerer (1984, Steve Meretzky)
    - Spellbreaker (1985, Dave Lebling)

  - Beyond Zork: The Coconut of Quendor (1987, Brian Moriarty)
  - Zork Zero: The Revenge of Megaboz (1988, Steve Meretzky)
  - Zork: The Undiscovered Underground (1997, Michael Berlyn and Marc Blank)
- La serie Planetfall:
  - Planetfall (1983, Steve Meretzky)
  - Stationfall (1987, Steve Meretzky)
- Deadline (1982, Marc Blank)
- Starcross (1982, Dave Lebling)
- Suspended: A Cryogenic Nightmare (1983, Michael Berlyn)
- Infidel (1983, Michael Berlyn)
- The Witness (1983, Stu Galley)
- Cutthroats (1984, Michael Berlyn & Jerry Wolper)
- The Hitchhiker's Guide to the Galaxy (1984, Steve Meretzky & Douglas Adams)
- Seastalker (1984, Stu Galley & Jim Lawrence)
- Suspect (1984, Dave Lebling)
- A Mind Forever Voyaging (1985, Steve Meretzky)
- Wishbringer: The Magick Stone of Dreams (1985, Brian Moriarty)
- Ballyhoo (1986, Jeff O'Neill)
- Hollywood Hijinx (1986, "Hollywood" Dave Anderson)
- Leather Goddesses of Phobos (1986, Steve Meretzky)
- Moonmist (1986, Stu Galley)
- Trinity (1986, Brian Moriarty)
- Border Zone (1987, Marc Blank)
- Bureaucracy (1987, Infocom & Douglas Adams)
- The Lurking Horror (1987, Dave Lebling)
- Nord and Bert Couldn't Make Head or Tail of It (1987, Jeff O'Neill)
- Plundered Hearts (1987, Amy Briggs)
- Sherlock: The Riddle of the Crown Jewels (1988, Bob Bates)
- Arthur: The Quest for Excalibur (1989, Bob Bates)
- James Clavell's Shogun (1989, Dave Lebling)
- Journey (1989, Marc Blank)

### Otros títulos
- Aventuras gráficas
  - Leather Goddesses of Phobos 2: Gas Pump Girls Meet the Pulsating Inconvenience from Planet X! (1992, Steve Meretzky)
  - Return to Zork (1993)
  - Zork: Nemesis (1996)
  - Zork Grand Inquisitor (1997)
- Juegos BattleTech
  - BattleTech: The Crescent Hawk's Inception (1988, desarrollado por Westwood Studios)
  - BattleTech: The Crescent Hawk's Revenge (1991, desarrollado por Westwood Studios)
- Otros juegos
  - Fooblitzky (1985, Marc Blank, Mike Berlyn, Poh Lim & Paula Maxwell)
  - Quarterstaff: The Tomb of Setmoth (1988, Scott Schmitz, Ken Updike & Amy Briggs)
  - Mines of Titan (1988, Louis Castle & Brett Sperry)
  - Tombs & Treasure (1989, desarrollado por Nihon Falcom)
  - Circuit's Edge (1989, desarrollado por Westwood Studios)
- Infocomics
  - Lane Mastodon vs. the Blubbermen (1988, Steve Meretzky)
  - Gamma Force in Pit of a Thousand Screams (1988, Amy Briggs)
  - ZorkQuest: Assault on Egreth Castle (1988, Elizabeth Langosy)
  - ZorkQuest II: The Crystal of Doom (1988, Elizabeth Langosy)

### Colecciones
- The Zork Trilogy (1986; contenía Zork I, Zork II & Zork III)
- The Enchanter Trilogy (1986; contenía Enchanter, Sorcerer & Spellbreaker)
- The Lost Treasures of Infocom (1991; contenía 20 los juegos de ficción interactiva de Infocom)
- The Lost Treasures of Infocom II (1992; contenía 11 juegos de ficción interactiva)
- The Zork Anthology (1994; contenía Zork I, Zork II, Zork III, Beyond Zork & Zork Zero)
- The Masterpieces of Infocom (1996; contenía 33 juegos de Infocom más seis ganadores de la Competencia de Ficción Interactiva SPAG no afiliada con Infocom)
- Zork Special Edition (1997; contenía Zork I, Zork II, Zork III, Beyond Zork, Zork Zero, Return to Zork, Zork: Nemesis, y Planetfall)
- Zork Classics: Interactive Fiction (2000)

## Legado
A excepción de The Hitchhiker's Guide to the Galaxy y Shogun, se cree que el copyright de los juegos de Infocom todavía es propiedad de Activision. Muchos títulos de Infocom se pueden descargar vía Internet, legalmente en el caso de la trilogía de Zork y de The Hitchhiker's Guide to the Galaxy, aunque en violación del copyright en la mayoría de los otros casos. Están disponibles como archivos de historia de Máquina-Z y requieren un intérprete de Máquina-Z para ser jugados. Los intérpretes están disponibles para la mayoría de las plataformas de computadora, siendo los más extensamente usados los intérpretes de Frotz, Zip y Nitfol.
Cinco juegos (Zork I, Planetfall, The Hitchhiker's Guide to the Galaxy, Wishbringer, y Leather Goddesses of Phobos) fueron relanzados en formato Solid Gold. Las versiones Solid Gold de esos juegos incluyen un sistema incorporado de ayudas InvisiClues.
Una Mind Forever Voyaging y todos los juegos posteriores poseen el comando "Oops". Si el usuario escribe una oración y accidentalmente deletrea mal una palabra (el juego no conoce la versión mal deletreada de la palabra), entonces se puede usar el comando "Oops", en lugar de reescribir de nuevo la oración completa. La característica también aparece en los lanzamientos Solid Gold.

### Grupos de noticias
- rec.arts.int-fiction with discussion of IF design
- rec.games.int-fiction with discussion of IF reading/playing

- Datos: Q742561
- Multimedia: Infocom / Q742561